# Lenka Fišerová (herečka)
Lenka Vladimíra Fišerová (31. července 1944 Praha – 26. října 2007 Praha) byla česká divadelní a filmová herečka, recitátorka, hlasová pedagožka a teoretička kultury mluveného projevu.

## Život
Narodila se v Praze, její rodiče, Marie Fišerová rozená Tesařová a Vladimír Fišera, byli právníci, dědeček Karel Fišera akademický malíř, ilustrátor, sochař a pedagog. Divadelní fakultu Akademie múzických umění absolvovala v roce 1966. První angažmá získala v ostravském Divadle Petra Bezruče (1967–1969). Jednu sezónu (1969/1970) působila v pražském Divadle na forbíně. Po roce 1970 neměla stálé angažmá; v letech 1970–1973 hostovala v Národním divadle (představení Radúz a Mahulena, role Prii), spolupracovala s pražskou poetickou kavárnou Viola, s vokálním souborem Linha Singers, hrála v divadlech v Kladně a v Kolíně.
Především v šedesátých letech a na začátku let sedmdesátých vytvořila několik filmových rolí, z nichž neznámější je role Kateřiny v televizním filmu režiséra Antonína Moskalyka z roku 1965 Modlitba pro Kateřinu Horovitzovou. Tento film natočený podle stejnojmenné knihy Arnošta Lustiga získal ocenění Prix Italia a Zlatou nymfu na Mezinárodním televizním festivalu v Monte Carlu v roce 1966.
Kromě umělecké činnosti působila rovněž jako pedagožka a teoretička kultury mluveného projevu. Zasedala v porotách recitačních soutěží Šrámkova Sobotka a Wolkrův Prostějov. Od roku 1989 vyučovala techniku jevištní řeči na pražské Divadelní fakultě Akademie múzických umění. Spolu s tanečnicí, choreografkou a pedagožkou Evou Kröschlovou vedla seminář psychosomatické herecké přípravy nazvaný Ladění; ze svých příprav a zápisků vytvořila stejnojmennou publikaci. Lektorskému vedení a poradenství v oblasti mluvní kultury se věnovala také mimo uměleckou sféru.

## Publikace
Kröschlová, Eva – Fišerová, Lenka: Ladění. Psychosomatická příprava k výuce herectví. Akademie múzických umění, Divadelní fakulta, Praha 1998.

## Filmy
1962
- Horoucí srdce
- Deštivý den

1963
- Bez svatozáře
- Naděje

1964
- Strakatí andělé

1965
- Drei Kriege
- Modlitba pro Kateřinu Horovitzovou

1966
- Ski Fever
- Smrt za oponou

1967
- Nápadník z Marsu

1968
- Jde o milión
- Objížďka

1969
- Bubny a trumpety

1971
- Člověk není sám

1973
- Zločin v Modré hvězdě
- Údolí krásných žab

1976
- Beethoven – všední dny jednoho života

1977
- Hodina pravdy
- V Baskervillu není hrdina

1983
- Petra a Pavla

## Seriály
1985
- Johann Sebastian Bach
- Die Herausforderung